# Paphiopedilum fairrieanum
Paphiopedilum fairrieanum (Lindl.) Stein, 1892  è una pianta della famiglia delle Orchidacee originaria delle montagne del continente asiatico.

## Descrizione
È un'orchidea erbacea le cui dimensioni variano, da piccola a media a seconda se cresce su alberi (epifita) o su affioramenti calcarei (litofita). Ha accrescimento simpodiale con foglie da strette-ellittiche a ligulate, di colore verde opaco chiaro, con la nervatura centrale molto prominente sulla pagine inferiore. La fioritura avviene dal tardo autunno fino alla primavera con un unico fiore che cresce su uno stelo pubescente, snello, lungo una ventina di centimetri. Il fiore grande, estremamente appariscente, è grande da 9 a 10 centimetri e presenta il labello sacciforme (come tutto il genere Paphiopedilum) di colore giallo-marroncino e petali e sepali sono rosa carico venati di bianco.

## Distribuzione e habitat
La specie è originaria della catena Himalayana, più precisamente della parte indiana e del Bhutan, dove si comporta da epifita o litofita, da 1300 a 2200 metri di quota.

## Sinonimi
Cypripedium fairrieanum Lindl., 1857

Cordula fairrieana (Lindl.) Rolfe, 1912

Cypripedium assamicum Linden ex K.Koch & Fintelm., 1858

Paphiopedilum fairrieanum var. bohlmannianum Matho, 1942

Paphiopedilum fairrieanum var. giganteum Pradhan, 1979

Paphiopedilum fairrieanum var. nigrescens Pradhan, 1979

Paphiopedilum fairrieanum f. bohlmannianum (Matho) Braem, 1998

## Coltivazione
Questa pianta richiede humus fertile ed esposizione all'ombra, teme la luce del sole e gradisce temperature non troppo alte.